# Lliga Autonomia Vèneta
Lliga Autonomia Vèneta fou un partit polític italià centrat al Vèneto i fundat el 1992 per l'exPSI Mario Rigo. Es presentà a les eleccions legislatives italianes de 1992 i va obtenir un diputat (Mario Rigo) i un senador (Pierluigi Ronzani). Es tornà a presentar a les eleccions legislatives italianes de 1994, però tot i obtenir resultats semblants no va assolir cap escó.
A les eleccions legislatives italianes de 1996 es presentà dins la coalició l'Ulivo, i Mario Rigo fou escollit senador. A les municipals de 1997 de Venècia va donar suport la candidatura deMassimo Cacciari. A les eleccions europees de 1999 canvià el nom pel de Lliga de les Regions i presentà una llista comuna amb el Partit Sard d'Acció i Consumidors Units, que tampoc va obtenir representació. El 2001 es va dissoldre dins l'Ulivo.

## Resultats electorals
|                                                            | Vots                | %       | Escons |   |
| Legislatives 1992                                          | Cambra              | 152.396 | 0,39   | 1 |
| Senat                                                      | 142.446             | 0,43    | 1      |   |
| Legislatives 1994                                          | Cambra proporcional | 103.764 | 0,27   | 0 |
| Senat                                                      | 165.370             | 0,50    | 0      |   |
| Legislatives 1996 (coalició L'Ulivo-Lega Autonomia Veneta) | Cambra majoritari   | 997.534 | 2,67   | 0 |
| Senat                                                      | amb L'Ulivo         | -       | 1      |   |
| Europees 1999 (amb Consumatori i PSdA)                     | 61.185              | 0,20    | 0      |   |